# Attack on Memory
Attack on Memory è il terzo album discografico in studio del gruppo musicale rock statunitense Cloud Nothings, pubblicato nel 2012.

## Tracce
1. No Future/No Past – 4:41
2. Wasted Days – 8:54
3. Fall In – 3:15
4. Stay Useless – 2:46
5. Separation – 3:04
6. No Sentiment – 3:35
7. Our Plans – 4:16
8. Cut You – 3:16